# ヴァル・ディ・ゾルド (イタリア)
ヴァル・ディ・ゾルド（伊: Val di Zoldo）は、イタリア共和国ヴェネト州ベッルーノ県にある、人口約2,800人の基礎自治体（コムーネ）。
2016年2月23日にフォルノ・ディ・ゾルドとゾルド・アルトの2つのコムーネが合併して成立した。

## 地理

### 位置・広がり

#### 隣接コムーネ
隣接するコムーネは以下の通り。
- アーゴルド
- アッレゲ
- ボルカ・ディ・カドーレ
- チビアーナ・ディ・カドーレ
- ラ・ヴァッレ・アゴルディーナ
- ロンガローネ
- オスピターレ・ディ・カドーレ
- セルヴァ・ディ・カドーレ
- タイボーン・アゴルディーノ
- ヴォード・ディ・カドーレ
- ゾッペ・ディ・カドーレ

### 地震分類
イタリアの地震リスク階級 (it) では、zona 2 (sismicità media) に分類される。

## 行政

### 分離集落
ヴァル・ディ・ゾルドには、以下の分離集落（フラツィオーネ）がある。
- Arsiera, Astragal, Bragarezza, Brusadaz, Calchera, Campo, Casal, Cella, Cercenà, Chiesa, Ciamber, Coi, Col, Colcerver, Cordelle, Cornigian, Costa, Dont, Dozza, Foppa, Fornesighe, Forno, Fusine (sede comunale), Gavaz, Iral, Mareson, Molin, Pecol, Pianaz, Pieve, Pra, Pradel, Pralongo, Rutorbol, Sommariva, Soramaè, Sotto le Rive, Sottorogno, Villa